# Zierfandler

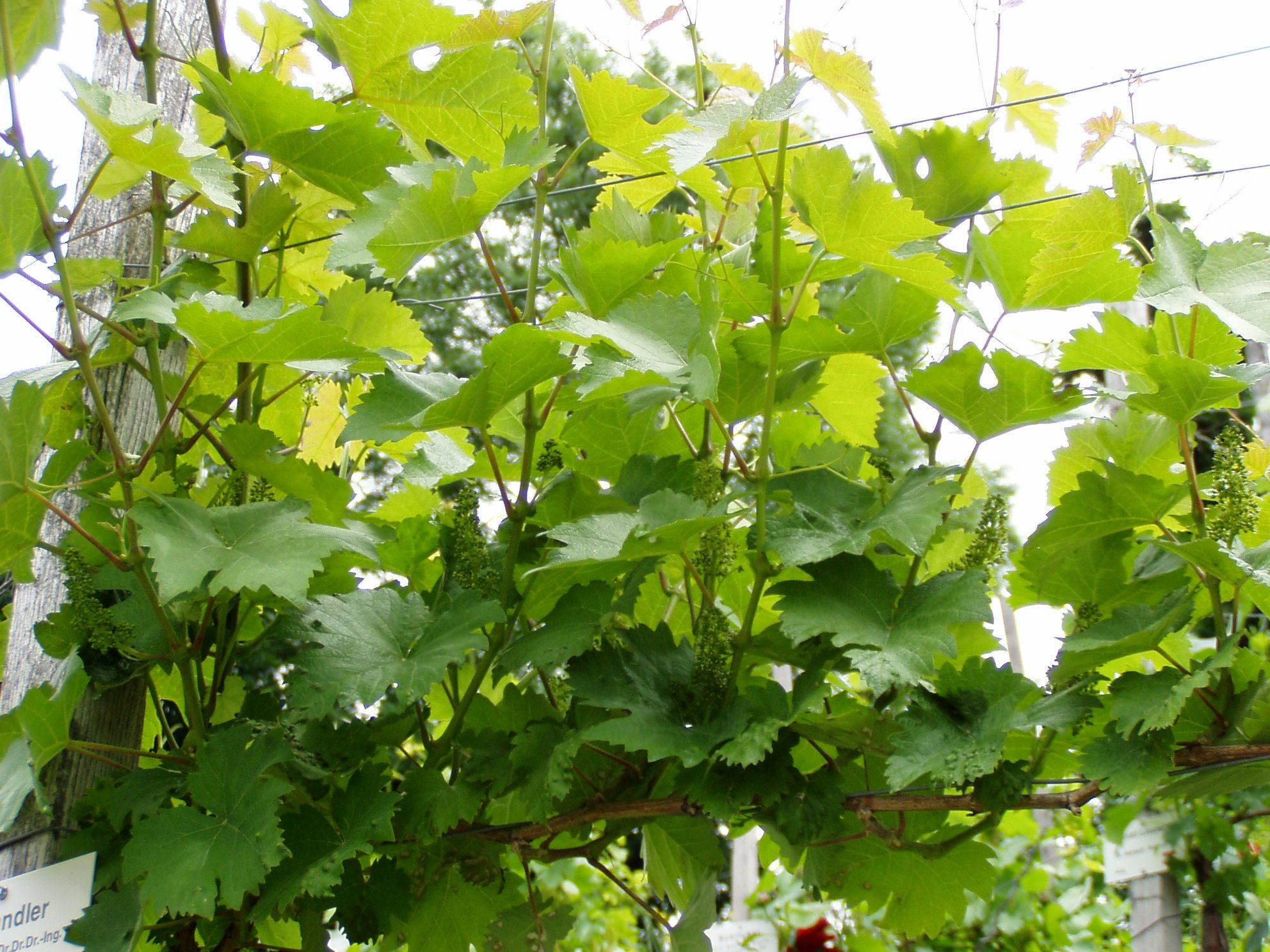
Vid zierfandler.

La zierfandler es una variedad de uva usada para hacer vino blanco en Thermenregion, Austria. También es conocida como spätrot ("roja tardía") porque se vuelve roja justo después del tiempo de la cosecha.
Tradicionalmente se mezcla con la rotgipfler para producir el vino, pero está aumentando su venta como monovarietal. Los vinos de zierfandler suelen ser elegantes y muy dulces, con una acidez equilibrada y con un buqué con notas a nueces, pistachos y almendras. Tiene capacidad para envejecer bien.

## Historia
La zierfandler probablemente sea un cruce entre la roter veltliner y una uva como la traminer.  Existe una variedad blanca ("weiss") de esta variedad en Hungría.
El nombre zierfandler puede haber derivado del nombre zinfandel, que formó parte de una colección que tenía la monarquía Habsburgo en Viena de vides croatas. George Gibbs, un orticultor de Long Island, estado de Nueva York, Estados Unidos, recibió varios envíos de vides del vivero Imperial en la década de 1820, uno de los cuales se llamaba "Zinfardel negro de Hungría". Esto no se corresponde con ninguna uva conocida, pero Webster sugiere que "zinfandel" derivaba de tzinifándli (czirifandli), una palabra húngara derivada de la palabra alemana "zierfandler". Aunque la uva zierfandler es muy diferente de la zinfandel, en algún momento pudieron haberse etiquetado de forma indistinta.

## Regiones
Había 98.24 ha en Austria en 2005, menos del 0,3% de los viñedos de Austria. De esta superficie de zierfandler, 85,03 ha están en Thermenregion. Tradicionalmente se ha mezclado con la rotgipfler en esa región. Esos vinos, conocidos como spätrot-rotgipfler, son una especialidad de la localidad de Gumpoldskirchen, al sur de Viena.
También crece en Hungría con el nombre de cifandli y en Eslovenia como zerjavina.

## Viticultura
Sus uvas se caracterizan porque se vuelven rojizas por la acción solar a medida que maduran. La zierfandler madura tarde, y es propensa a desarrollar la podredumbre noble. Las hojas son grandes y tienen de tres a cinco lóbulos. Los racimos son grandes, cónicos y, algunas veces, con forma alada.

## Sinónimos
Los sinónimos para esta variedad son cilifai, cilifan, cirfandli, cirifai, cirifai piros, cirifan, gumpoldskirchener, gumpoldskirchener spätrot, gumpoldskirchener spätroth, kesoei piros, kirmizi zierfahndler, nemes cirfandli, piros cirfandli, piroscirfandli, raifler, reifler rot, roter raifler, roter reifler, roter zierfandler, roth hensch, rother raifler, rother zierfahndler, rothhinschen, rothreifler, rotreifler, rubiner, spätrot, zerjavina y zierfandler rot.